# Base aérea de Wagga
A Base aérea de Wagga (RAAF Base Wagga) (anteriormente conhecida por Base aérea de Forest Hill (RAAF Base Forest Hill)) está localizada a 10,7 quilómetros a sudeste da cidade de Wagga Wagga, em Nova Gales do Sul, no subúrbio de Forest Hill.
A Força Aérea Real Australiana já não controla a base que, embora ainda seja propriedade do Departamento de Defesa Australiano, agora serve a cidade de Wagga Wagga. Embora ainda seja usada por aeronaves militares, o espaço actualmente tem vindo a ser referido como Aeroporto de Wagga Wagga.